# Мужиково (Ярославская область)
Мужиково — деревня в Пошехонском районе Ярославской области России. Входит в состав Пригородного сельского поселения.

## География
Деревня находится в северной части области, в подзоне южной тайги, вблизи места впадения реки Шельши в Согожу, у северной окраины города Пошехонье, административного центра района.

### Климат
Климат характеризуется как умеренно континентальный, с продолжительной холодной зимой и коротким умеренно тёплым летом. Среднегодовая температура воздуха — +2,9…+3,5 °C. Годовое количество атмосферных осадков — 500—750 мм, из которых большая часть выпадает в тёплый период. Преобладающее направление ветра юго-западное.

### Часовой пояс
Мужиково, как и вся Ярославская область, находится в часовой зоне МСК (московское время). Смещение применяемого времени относительно UTC составляет +3:00.

## Население
| 2007 | 2010 |
| ---- | ---- |
| 25   | ↘21  |

### Национальный состав
Согласно результатам переписи 2002 года, в национальной структуре населения русские составляли 87 % из 30 чел.

## Инфраструктура
Два гостевых дома.

## Общественный транспорт
Мужиково обслуживается городским автобусным маршрутом № 1 Ясная Поляна — Высоково (через Пошехонье), пригородными маршрутами №№ 105 Пошехонье — Андрюшино, 112 Пошехонье — Ларионово, 120 Пошехонье — Спас.